# Bauhinia grandifolia
Bauhinia grandifolia är en ärtväxtart som beskrevs av David Nathaniel Friedrich Dietrich. Bauhinia grandifolia ingår i släktet Bauhinia och familjen ärtväxter. Inga underarter finns listade i Catalogue of Life.